# Station La Ménitré
Station La Ménitré is een spoorwegstation in de Franse gemeente La Ménitré.